# San Leonardo (Friaul-Julisch Venetien)
San Leonardo (im furlanischen Dialekt: San Lenàrt, slowenisch: Svet Lienart oder Podutana) ist eine nordostitalienische Gemeinde (comune) mit 1019 Einwohnern (Stand 31. Dezember 2023) in der Region Friaul-Julisch Venetien. Die Gemeinde liegt etwa 23,5 Kilometer ostnordöstlich von Udine und gehört zur Comunità Montana del Torre, Natisone e Collio. Verwaltungssitz der Gemeinde ist der Ortsteil Merso di Sotto.

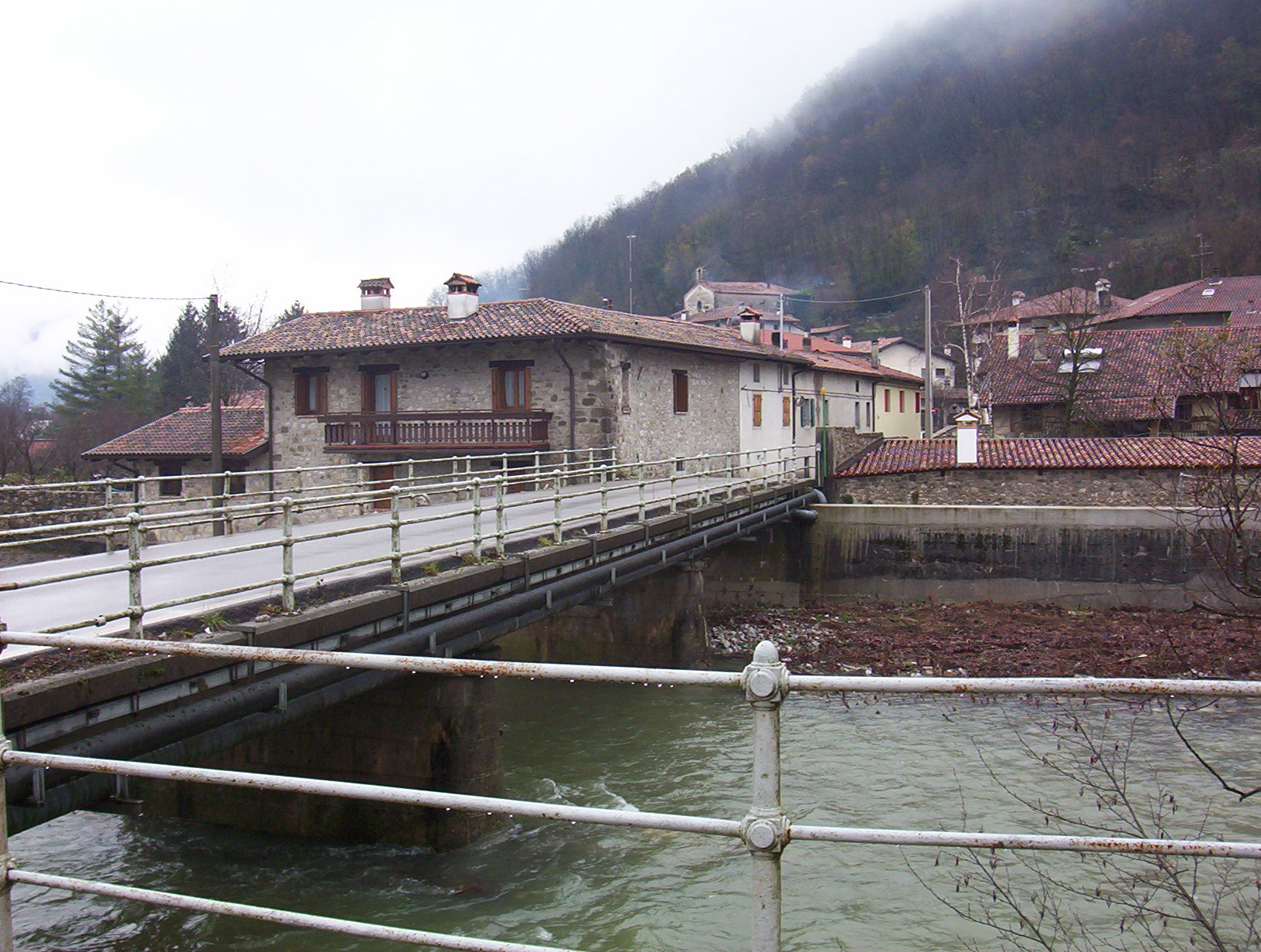
Brücke über die Cosizza in San Leonardo

## Persönlichkeiten
- Luigi Faidutti (1861–1931), römisch-katholischer Geistlicher, Politiker